# Oggetti non stellari nella costellazione della Carena
Principali oggetti non stellari presenti nella costellazione della Carena.

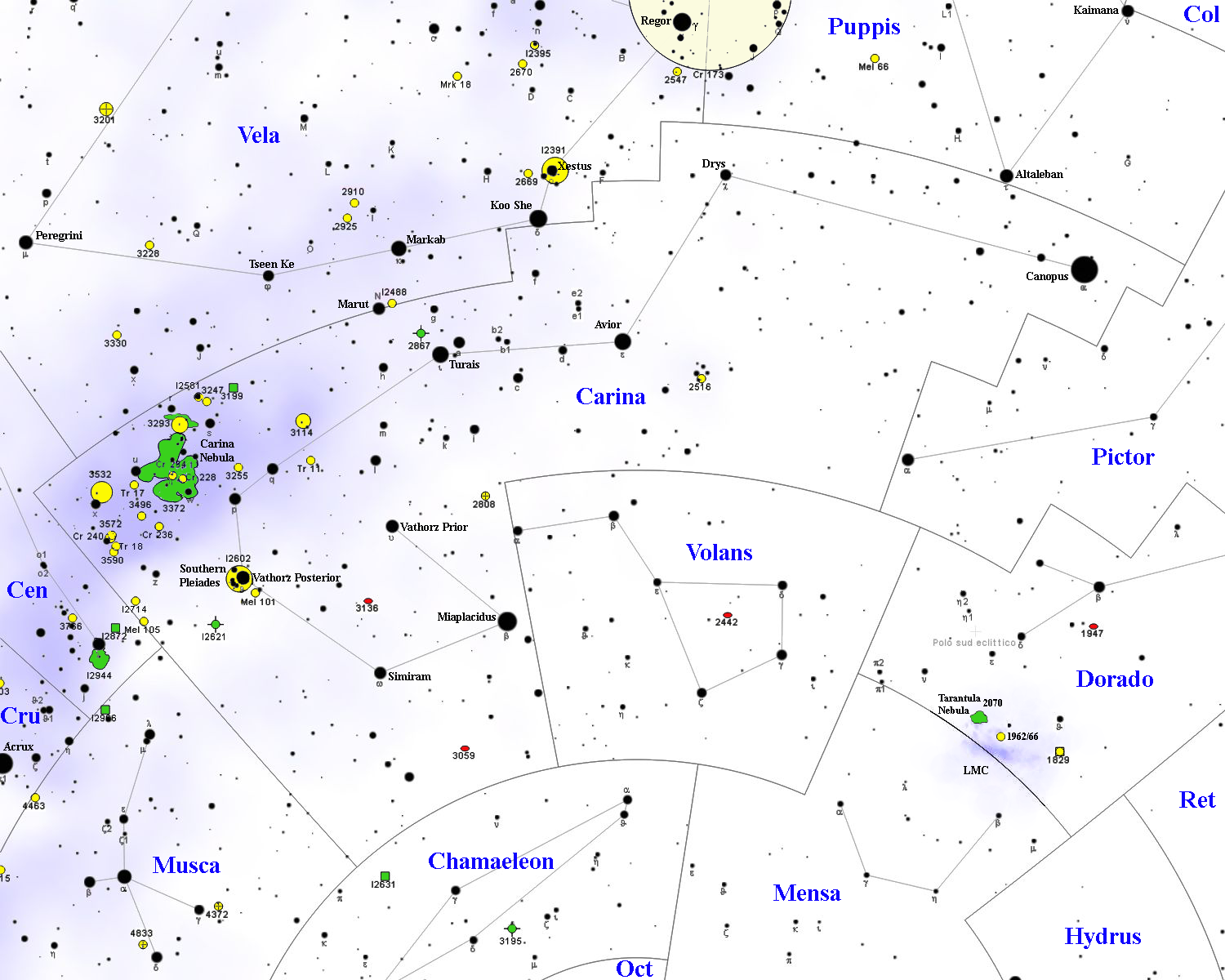
Mappa della costellazione della Carena.

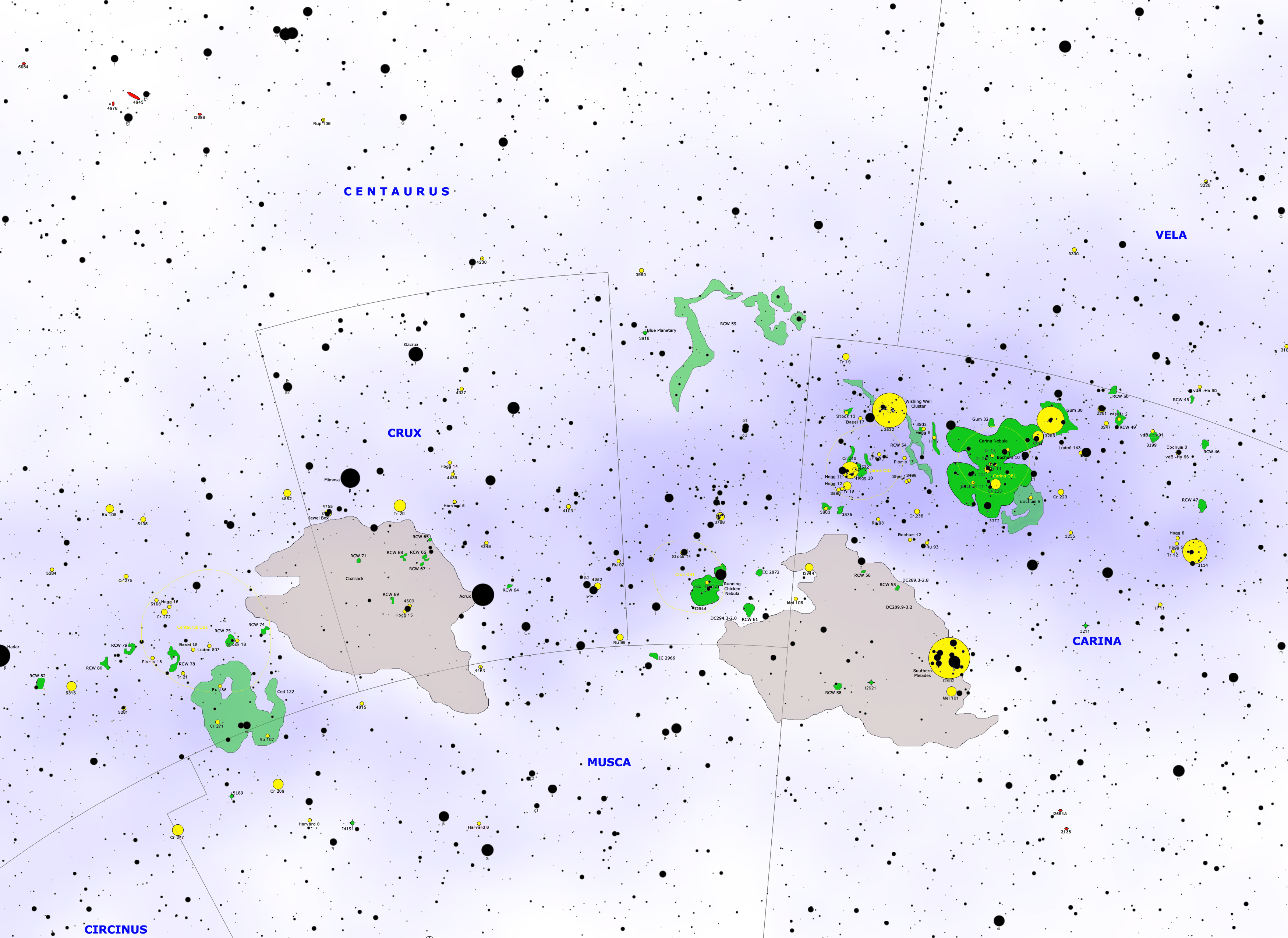
Dettaglio della Via Lattea.

## Ammassi aperti
- Cr 234
- IC 2581
- Mel 101
- Mel 105
- NGC 2516
- NGC 3059
- NGC 3114
- NGC 3247
- NGC 3293
- NGC 3324
- NGC 3532
- Pleiadi del Sud (IC 2602)
- Tr 18
- Westerlund 2

## Ammassi globulari
- NGC 2808

## Nebulose planetarie
- NGC 2867

## Nebulose diffuse
- Arco della Carena
- Gum 29
- Nebulosa della Carena (NGC 3372)
- Nebulosa Omuncolo
- NGC 3199
- NGC 3576
- NGC 3603
- RCW 46
- RCW 47
- RCW 50
- RCW 54

## Galassie
- AM 0702-601
- Galassia Nana della Carena
- NGC 2191
- NGC 2369
- NGC 2381
- NGC 2417
- NGC 2502
- NGC 2640
- NGC 2822
- NGC 3136

## Gruppi di galassie
- Gruppo di NGC 2369
- Gruppo di NGC 2427